# Dominik Ertl

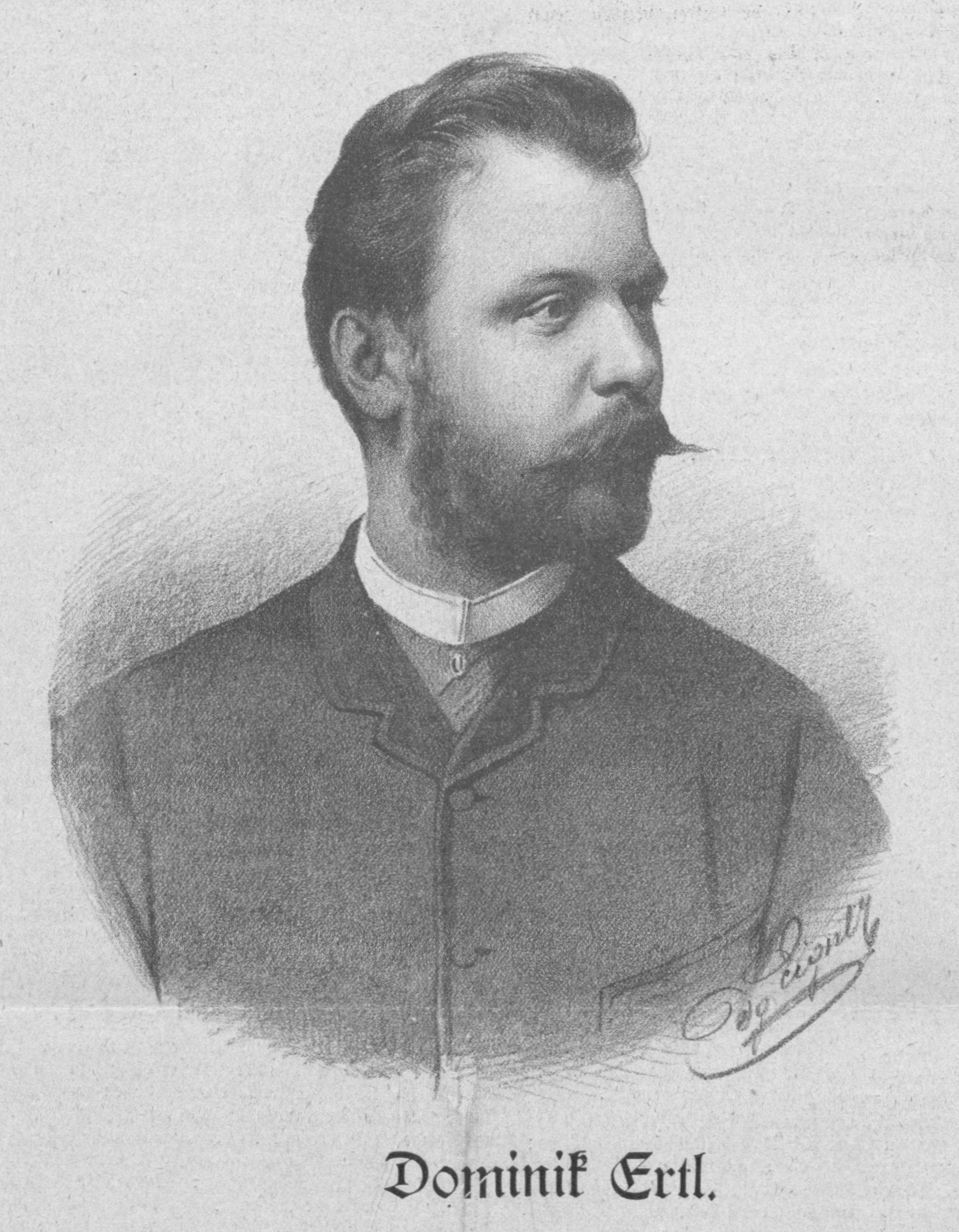
Dominik Ertl (von Ignaz Eigner, 1887)

Dominik Ertl (* 12. April 1857 in Wien; † 4. Februar 1911 ebenda) war ein österreichischer Komponist und späterer Kapellmeister der Hoch- und Deutschmeister.

## Leben

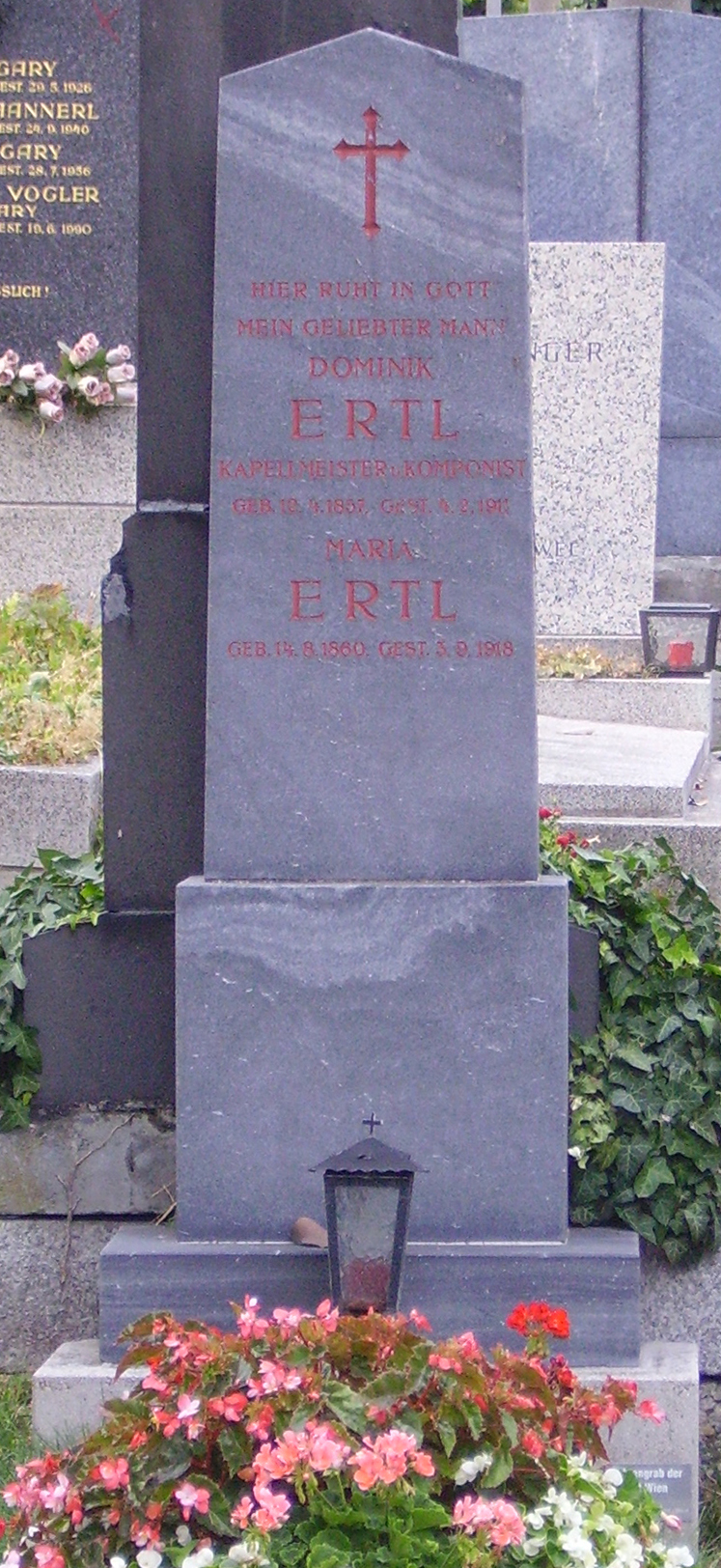
Grab am Hernalser Friedhof

Dominik Ertl war Regimentstambour beim österreichischen Infanterie-Regiment Nr. 4. Ertl betätigte sich als Operettendirigent und Kapellmeister in Dresden. Aus seiner Hand sind zahlreiche Kompositionen, Klavierauszüge, Tänze, Walzer, Polkas, Märsche und etwa 200 Couplets, Märsche und Wienerlieder erhalten.
Ertl war Schüler der Professoren Heißler, Dont und Bruckner, bereiste als Violinkonzertist Deutschland, war 1889 Kapellmeister in Danzers Orpheum in Wien und um 1893 Konzertdirigent in Riga. Er wirkte, musizierte und komponierte in Wien, wo er 1911 verstarb. Seine bekannteste Komposition ist der Hoch- und Deutschmeister-Marsch, der heute noch zu den großen österreichischen Traditionsmärschen gehört.
Seine Kompositionen sind in Wien u. a. bei den Verlagen Gustav Lewy, Carl Haslinger und Otto Maaß, in Deutschland bei Johann André erschienen.
Sein ehrenhalber gewidmetes Grab befindet sich auf dem Hernalser Friedhof in Wien (Gruppe 24, Nummer 112).

## Werke (Auswahl)
- Bei den Schrammeln!
- Der Mensch ist kein Krowat
- Didio, zip, zip
- Ein Abend mit den Deutschmeistern, großes humoristisches Tongemälde
- Hoch- und Deutschmeister-Marsch
- Meine einzige Freud, ist mein Bua
- Ohne Männer
- Waldnixen (Walzer)